# Lithoecisus castellanus
Lithoecisus castellanus är en tvåvingeart som först beskrevs av Gabriel Strobl 1906.  Lithoecisus castellanus ingår i släktet Lithoecisus och familjen rovflugor.
Artens utbredningsområde är Spanien. Inga underarter finns listade i Catalogue of Life.